# Florina Ilis
Œuvres principales
- La Croisade des enfants

Florina Ilis, née le 26 août 1968  à Olcea, est une autrice roumaine.

## Biographie
Licenciée en lettre de l’Université de Cluj et docteur en philologie, elle travaille à la bibliothèque universitaire de Cluj. Admiratrice de Yasunari Kawabata, Jun'ichirō Tanizaki et Matsuo Bashō, elle dispense également des cours de littérature japonaise, à la faculté de lettre de cette même université. Elle a débuté en 2000 avec un recueil de haïkus, suivi de deux romans : Coborarea de pe cruce [La descente de croix, non traduit en français], en 2001, et Chemarea lui Matei [La vocation de Matthieu, non traduit en français], en 2002.
Elle dirige de la collection « Littératures du monde », au sein de la maison d’édition roumaine Echinox.
En 2021, paraît son roman "Le livre des nombres", traduit du roumain par Marily le Nir. Le livre  est très bien accueilli par la presse française.

## Œuvres
- Haiku și caligrame Haïku et calligrammes ], Cluj-Napoca, 2000
- Coborârea de pe cruce [La Descente de croix ], Cluj-Napoca, 2001
- Chemarea lui Matei  [ La Vocation de saint Matthieu ], Cluj-Napoca, 2002
- Cruciada copiilor ( La Croisade des enfants ), Bucarest, 2005
- Fenomenul science fiction în cultura postmodernă. Ficțiunea cyberpunk [Le phénomène de la science fiction dans la culture postmoderne. La fiction cyberpunk ], Cluj-Napoca, 2005
- Cinci nori colorați pe cerul de răsărit [Cinq nuages colorés dans le ciel du Levant ], roman inspiré par le Japon, Bucarest, 2006
- Lecția de aritmetică [La Leçon d’arithmétique ], Cluj-Napoca, 2006
- Viețile paralele (Les Vies parallèles), roman, Bucarest, 2012
- Cartela numerilor (Le Livre des nombres), 2018

## Œuvres traduites en français
- La Croisade des enfants, Éditions des Syrtes, coll. « Littérature étrangère », 2010 ((ro) Cruciada copiilor, 2005), trad. Marily Le Nir, 495 p.  (ISBN 978-2-84545-152-0)  Prix du meilleur livre 2005 de la revue România Literară, Prix de l’Union des écrivains roumains dans la catégorie prose, Prix Radio România Cultural et Prix Courrier international 2010[5].
- Les Vies parallèles, Éditions des Syrtes, coll. « Littérature étrangère », 2015 ((ro) Viețile paralele, 2012), trad. Marily Le Nir, 656 p.  (ISBN 978-2-940523-14-6), reconstitution romanesque de la vie de Mihai Eminescu[7].
- Le Livre des nombres, Éditions des Syrtes, coll. « Littérature étrangère », 2021, ((ro) Cartela numerilor, 2018), trad. Marily Le Nir, 524 p.  (ISBN 978-2-9406-2882-7)

## Analyse et portée de l'œuvre
Coborârea de pe cruce [La Descente de croix ], Chemarea lui Matei  [ La Vocation de saint Matthieu ] et La Croisade des Enfants, sans former une trilogie au sens exact du terme, peuvent être vus comme une sorte de triptyque. Les trois romans commencent [en roumain] par la lettre C. L'auteure baptise d'ailleurs l'ensemble "la trilogie du C" ou encore "la trilogie de la virgule", car du point de vue stylistique, elle s'est abstenue de l'utilisation du point comme marqueur de phrases, utilisant de manière prépondérante la virgule en tant que signe d’une expression dépourvue de contraintes. Elle explique aussi ce choix par le fait qu' "un livre, c'est un morceau de vie. Tant qu'on est vivant, tout est en mouvement, il n'y a pas de point."
Son roman La Croisade des enfants en 2005 est considéré comme marquant le renouveau de la littérature roumaine du début du vingt-et-unième siècle, au même titre que les œuvres  de Lucian Dan Teodorovici, Dan Lungu ou Filip Florian.